# Mens Sana Basket 1976-1977
La Mens Sana Basket Siena 1976-1977, sponsorizzata Sapori, ha preso parte al campionato professionistico italiano di pallacanestro di Serie A1.

## Roster
| Giocatori |
| --------- |

|  | Naz.                   | Ruolo | Sportivo            |  |  |  |  |
|  | ---------------------- | ----- | ------------------- |  |  |  |  |
|  | Italia (bandiera)      | P     | Andrea Frediani     |  |  |  |  |
|  | Italia (bandiera)      |       | Giancarlo Bacci     |  |  |  |  |
|  | Italia (bandiera)      | AG    | Fabio Giustarini(C) |  |  |  |  |
|  | Italia (bandiera)      | AG    | Carlo Dolfi         |  |  |  |  |
|  | Stati Uniti (bandiera) | C     | Carl Johnson        |  |  |  |  |
|  | Italia (bandiera)      | C     | Enrico Bovone       |  |  |  |  |
|  | Italia (bandiera)      |       | Giuseppe Barraco    |  |  |  |  |
|  | Italia (bandiera)      | P     | Alberto Ceccherini  |  |  |  |  |
|  | Italia (bandiera)      | C     | Vincenzo Santoro    |  |  |  |  |
|  | Italia (bandiera)      |       | Stefano Ranuzzi     |  |  |  |  |

| Staff tecnico              |
| -------------------------- |
| Allenatore: Ezio Cardaioli |
| Assistente: Giorgio Brenci |

| Giocatori acquistati e ceduti a stagione in corso |
| ------------------------------------------------- |